# Antoine Ntsimi
 (juin 2019).
Si vous disposez d'ouvrages ou d'articles de référence ou si vous connaissez des sites web de qualité traitant du thème abordé ici, merci de compléter l'article en donnant les références utiles à sa vérifiabilité et en les liant à la section « Notes et références ».
Antoine Ntsimi, né le 31 mars 1954 au Cameroun, est un homme politique camerounais. Il est président de la Commission de la Communauté économique et monétaire de l’Afrique centrale (CEMAC) depuis le 25 avril 2007.

## Biographie
Antoine Ntsimi est diplômé en finance (B.sc en finance), diplômé en économie (M.sc en economics, monnaie et banque) et diplômé en MBA de la Chicago Booth School of business qui est la Business School de l'université de Chicago aux États-Unis. Il est également diplômé du Loan Officer Development School de la Bank of Boston aux États-Unis.
Le 5 avril 2005, Antoine Ntsimi est nommé assistant par le secrétaire général de la Conférence des chefs d'État et du gouvernement de la Communauté économique des États d'Afrique centrale (CEEAC), chargé du département de l'intégration physique et du département économique et monétaire. Il met en place les fondements de la zone de libre-échange dans la communauté économique.
Le 25 avril 2007, il devient le premier président du Comité de la Communauté économique et monétaire de l'Afrique centrale (CEMAC). À ce poste, il rouvre le dossier de la libre circulation des personnes, des biens et des capitaux dans les pays de la CEMAC qui conduit à la mise en place d’un passeport biométrique.